# Zalaháshágy
Zalaháshágy [ˈzɒlɒhaːʃhaːɟ] ist eine ungarische Gemeinde im Kreis Zalaegerszeg im Komitat Zala. 

## Geografische Lage
Die Gemeinde Zalaháshágy liegt 18 Kilometer nordwestlich der Kreisstadt und des Komitatssitzes Zalaegerszeg, im Gebiet zwischen den Flüssen Zala und Rába an der Grenze vom Komitat Zala mit dem Komitat Vas. Erbaut wurde der Ort am südwestlichen Hang der Kemeneshát-Berge. Nachbargemeinden sind Vaspör, Zalacséb und Szőce.

## Geschichte
Die Ländereien beherrschte einst zunächst die Familie Háshágyi, danach die Familie Nádasdy und zuletzt die Familie Bessenyei (Jahresangaben unbekannt). 
Im Jahr 1913 gab es in der damaligen Kleingemeinde 62 Häuser und 573 Einwohner auf einer Fläche von 1219 Katastraljochen. Sie gehörte zu dieser Zeit zum Bezirk Zalaegerszeg im Komitat Zala.
Das einzig bedeutende Landgut Sibrik Major wurde im Jahre 1945 nach der Kollektivierung der Landwirtschaft aufgeteilt.
Am Ort des einstigen Dominiums steht heute nur noch die Sibrik-Kapelle, die als Begräbnisstätte diente. Die katholische Gemeinde Zalaháshágy gilt für ihr engeres Umfeld schon seit Jahrhunderten als religiöser Mittelpunkt. Sie besitzt aus der Zeit der Árpáden eine im romanischen Stil erbaute Kirche aus dem 13. Jahrhundert. 1975 wurden bei Ausgrabungen in der denkmalgeschützten Kirche die zugemauerten romanische Fenster wieder zu Tage gefördert. Östlich der Kirche lässt sich die einstige Burg Háshágy erahnen.  
Die wichtigste kulturelle Veranstaltung sind heute die Dorftage, die alle zwei Jahre am zweiten Samstag des Monats Juli stattfinden.  

## Sehenswürdigkeiten
- Denkmalgeschützte römisch-katholische Kirche Szentháromság, ursprünglich im 13. Jahrhundert erbaut, später mehrfach erweitert und umgebaut
- Horváth-Kruzifix, erschaffen 1880 von József Hudecz, im Kirchgarten
- Sibrik-Kapelle, nordwestlich des Ortes gelegen
- Weltkriegsdenkmal

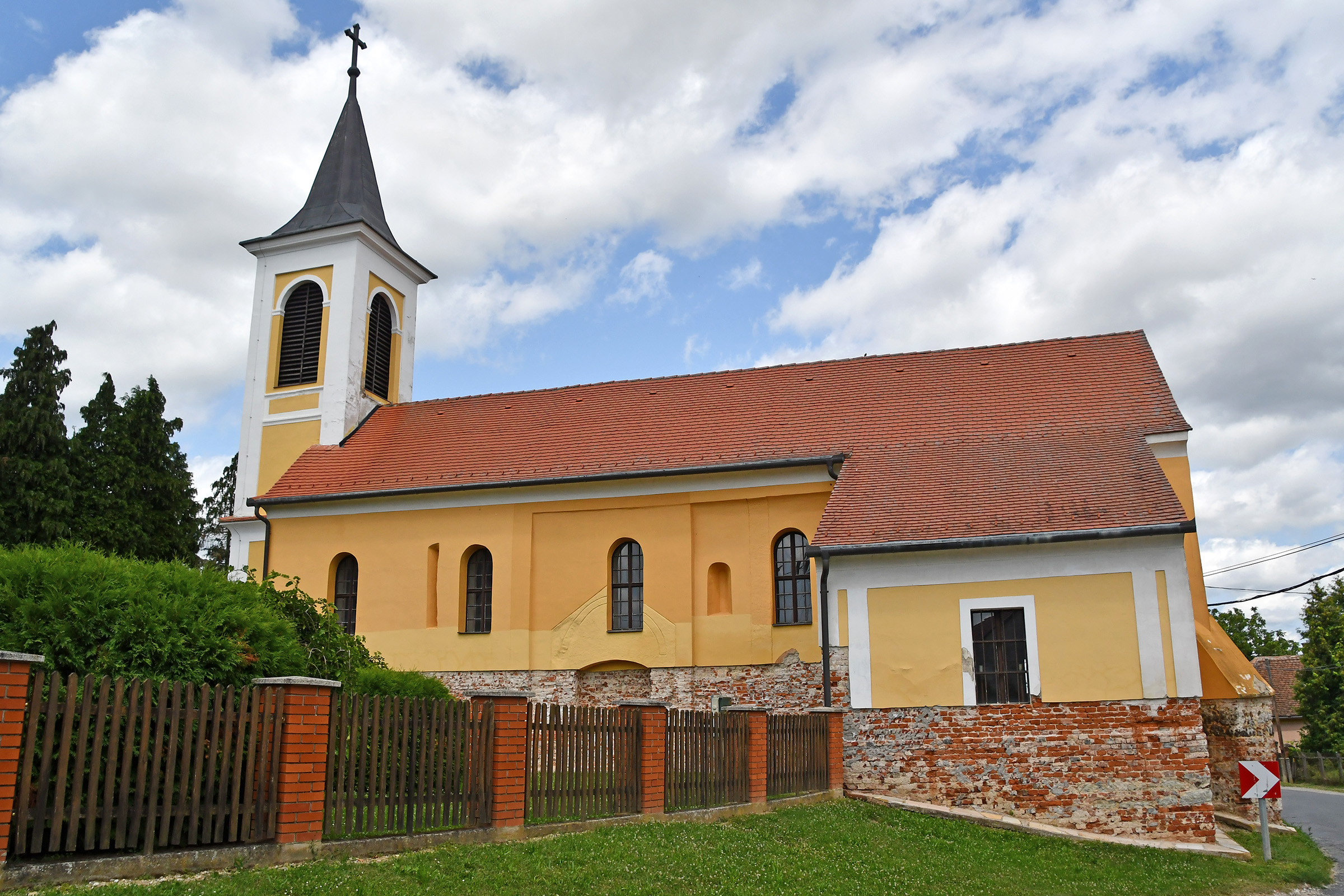
Römisch-katholische Kirche Szentháromság
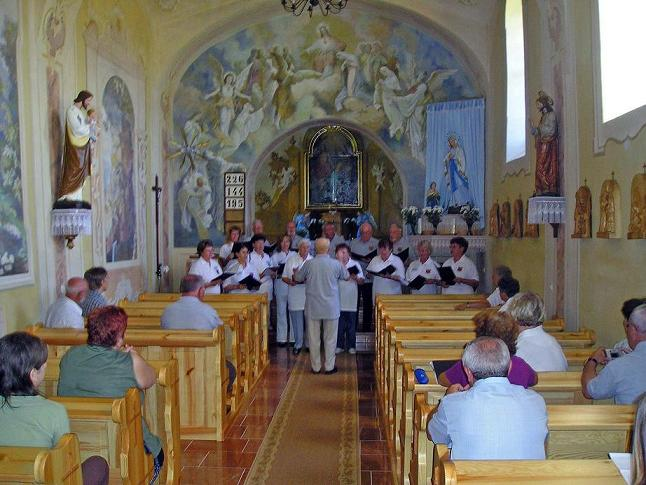
Innenraum der Kirche Szentháromság
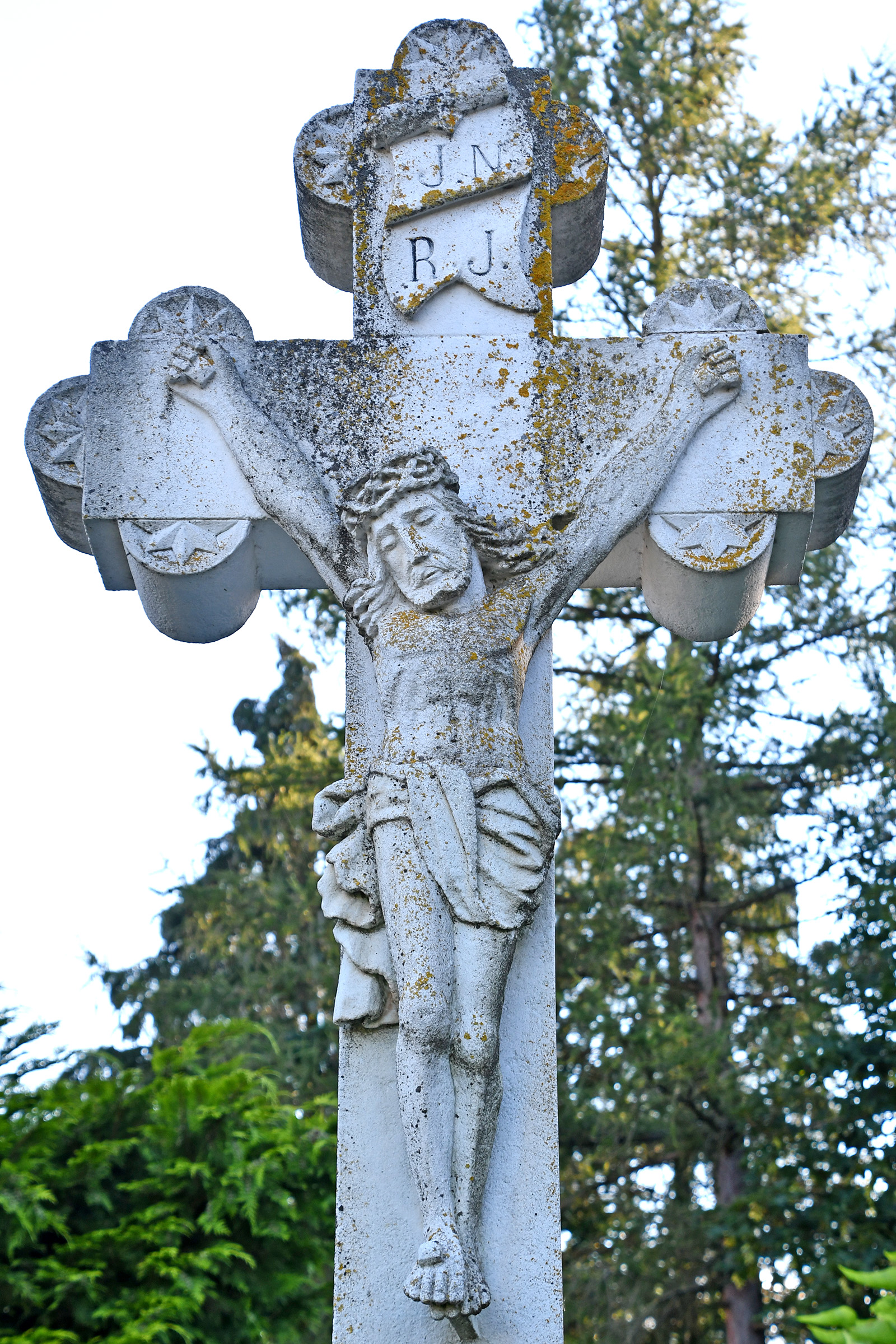
Horváth-Kruzifix
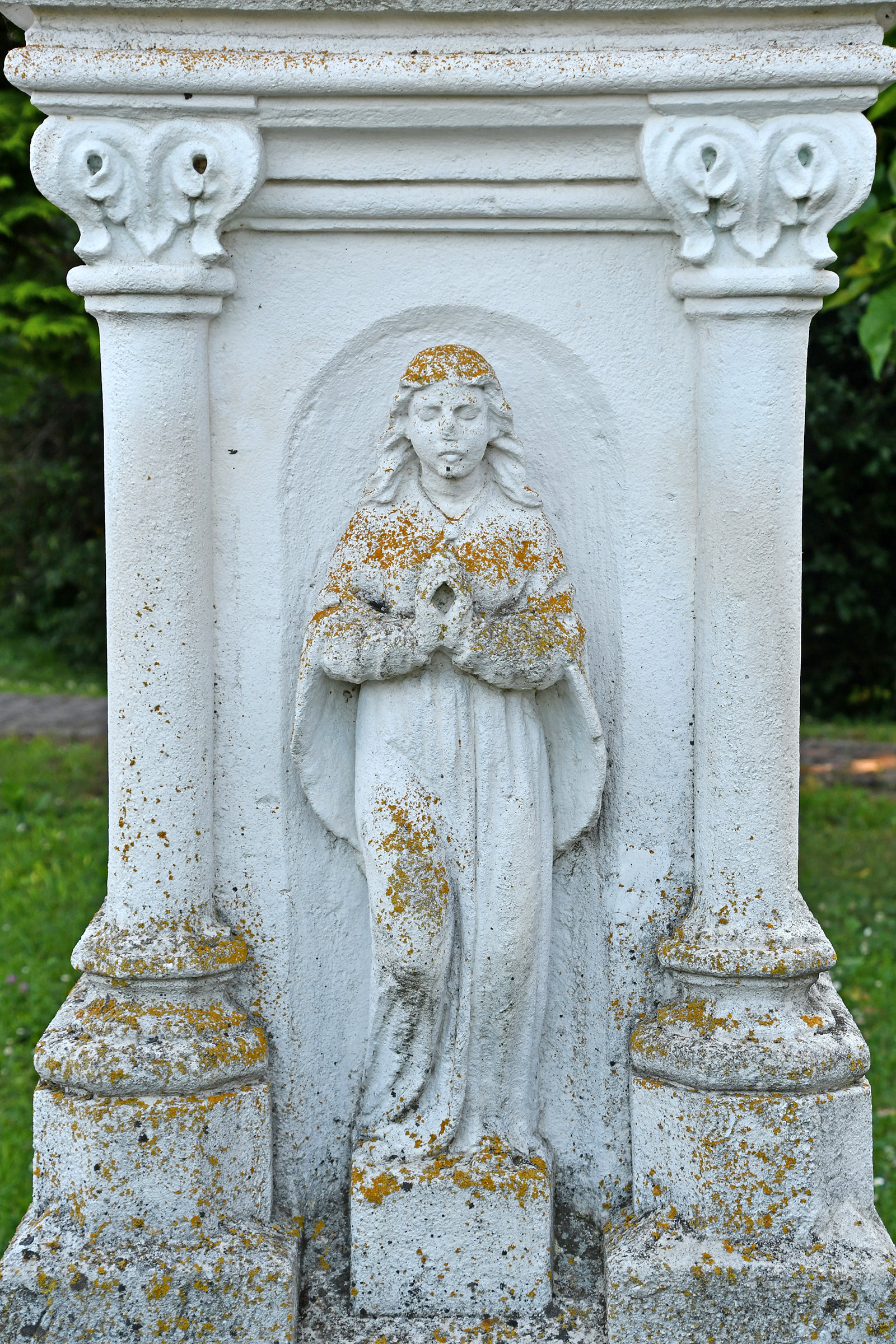
Sockel des Horváth-Kruzifix

## Verkehr
In Zalaháshágy treffen die Landstraßen Nr. 7412 und Nr. 7413 aufeinander. Es bestehen Busverbindungen nach Zalaegerszeg. Der nächstgelegene Bahnhof befindet sich gut fünf Kilometer südöstlich in Zalacséb-Salomvár.